# Stelio DeRocco
Stelio DeRocco (* 13. April 1960 in Mali Lošinj, Jugoslawien) ist ein kanadischer Volleyballtrainer und ehemaliger Weltklassespieler.
Er gewann Meisterschaft und Pokal in der italienischen Liga und trainierte erfolgreich die Nationalmannschaften von Australien und Kanada. Nach zwei Meistertiteln und drei Pokalsiegen mit Tomis Constanta in Rumänien betreute er zuletzt MKS Będzin in der polnischen PlusLiga. Zur Saison 2018/19 übernahm er das deutsche Team der United Volleys Frankfurt in der 1. Volleyball-Bundesliga. Im Januar 2020 wurde er hier entlassen.

## Stationen und Erfolge

### Als Spieler
- 1977–1980: West-Toronto (Kanada)
- 1980/1981: Transcoop Reggio Emilia (Italien)
- 1981–1987: Volley Bologna (Italien)
  - 1. Platz Italienische Meisterschaft 1985
  - 2. Platz Italienische Meisterschaft 1986
  - Italienischer Pokalsieger 1984
  - Gewinn Europapokal der Pokalsieger 1987

### Als Trainer
- 1987–1990: Manitoba Volleyball Team (Kanada)
  - Gewinn Western Canada Summer Games 1987
- 1990–1995: Gabeca Montichiari (Italien)
  - Gewinn Europapokal der Pokalsieger 1991, 1992
  - 2. Platz Europäischer Supercup 1991, 1992
- 1995–1996: Volley Montichiari
  - Aufstieg 1. Italienische Liga Frauen
- 1996/1997: Com Cavi Multimedia Napoli
- 1997–2000: Australische Nationalmannschaft
  - 3. Platz Asienmeisterschaften 1997
  - 2. Platz Asienmeisterschaften 1999
  - 8. Platz Olympische Spiele 2000 in Sydney[2][3]
- 2001–2006: Kanadische Nationalmannschaft
  - 3. Platz NORCECA-Meisterschaft 2001
  - 2. Platz NORCECA-Meisterschaft 2003
  - 3. Platz NORCECA-Meisterschaft 2005
  - 3. Platz Panamerica Cup 2006
- 2006/2007: Tonno Callipo Vibo Valentia (Italien)
- 2007–2009: Tomis Konstanca (Rumänien)
  - 1. Platz Rumänische Meisterschaft 2008, 2009
  - Rumänischer Pokalsieger 2008, 2009, 2010
  - 3. Platz CEV Challenge Cup 2009
- 2010–2012: Red River College (Kanada)
- 2011–2014: Al-Shabab Dubaj (Vereinigte Arabische Emirate)
  - Sieger President’s Cup 2013, 2014
  - Sieger Zayed Cup 2013
  - Sieger UAE Supercup 2014
- 2016–2018: MKS Będzin (Polen)
- 2018–2020: United Volleys Frankfurt

## Privatleben
Stelio DeRocco ist verheiratet mit Val DeRocco, einer ehemaligen Spielerin der kanadischen Frauen-Nationalmannschaft. Sie haben zwei Söhne, Michael und Nationalspieler Jason, der in Polen bei Jastrzębski Węgiel spielt.